# 災害拠点病院
災害拠点病院（さいがいきょてんびょういん）とは、日本において、地震・津波・台風・噴火等の災害発生時に災害医療を行う医療機関を支援する病院のことである。基幹災害医療センターは各都道府県に原則1カ所以上、地域災害医療センターは二次医療圏ごとに原則1カ所以上整備される。

## 設置の経緯と内容
1995年の阪神・淡路大震災を受けて同年4月に被災地の医療機関、医師会の関係団体、救急医療、建築、機器設備、情報通信、医薬品の専門家等による「阪神・淡路大震災を契機とした災害医療体制のあり方に関する研究会」（厚生科学研究費補助金（健康政策調査研究事業）による研究班）より研究成果が発表され、患者の広域搬送や応急用資器材の貸出し、医療救護チームの派遣等に対応できる「災害医療支援拠点病院」の設置が提言された。
これを受ける形で厚生省は、各都道府県知事宛に「災害時における初期救急医療体制の充実強化ついて」（平成8年5月10日健政発第451号健康政策局長通知）を発出し、各都道府県内や近県において災害が発生し、通常の医療体制では被災者に対する適切な医療を確保することが困難な状況となった場合に、都道府県知事の要請により傷病者の受け入れや医療救護班の派遣等を行うこととなった。災害拠点病院の旨は受付等に標榜できる。

## 拠点病院の条件
- 建物が耐震耐火構造であること。
- 資器材等の備蓄があること。
- 応急収容するために転用できる場所があること。
- 応急用資器材、自家発電機、応急テント等により自己完結できること（外部からの補給が滞っても簡単には病院機能を喪失しないこと）。
- 近接地にヘリポートが確保できること。

## 耐震性の問題
厚生労働省による『災害拠点病院の整備基準』では、耐震構造を求めている対象は「救急診療を行う棟だけ」となっている。一方で国は「建物すべての耐震化が望ましい」という指針を示し、整備費の補助を行っている。2011年の東日本大震災では、耐震性が不十分だったために、地震による建物被害を受けた災害拠点病院もあった。また、津波と洪水については想定外であり、津波の被害を受けるおそれのある海抜の低い場所に立地している病院でも、災害拠点病院の指定を受けている。東日本大震災による津波被害を踏まえて、南海トラフに直面し高知県などの津波の危険度が特に高い地域の災害拠点病院について、建物の3階以上の棟でも救急診療を行えるよう、設備の改修を実施することが議論されているところである。

## 災害拠点病院の一覧
- 北海道
- 青森
- 岩手
- 秋田
- 宮城
- 山形
- 福島
- 茨城
- 栃木
- 群馬
- 埼玉
- 千葉
- 東京
- 神奈川※
- 新潟
- 富山
- 石川
- 福井
- 山梨
- 長野
- 岐阜
- 静岡
- 愛知
- 三重
- 滋賀
- 京都
- 大阪
- 兵庫
- 奈良
- 和歌山
- 鳥取
- 島根
- 岡山
- 広島
- 山口
- 徳島
- 香川
- 愛媛
- 高知
- 福岡
- 佐賀
- 長崎
- 熊本
- 大分
- 宮崎
- 鹿児島
- 沖縄